# Diecezja Jhabua
Diecezja Jhabua – diecezja rzymskokatolicka w Indiach. Została utworzona w 2002 z terenu diecezji Indore i Udajpur.

## Ordynariusze
- Chacko Thottumarickal, S.V.D. (2002–2008)
- Devprasad John Ganawa, S.V.D., (2009–2012)
- Basil Bhuriya, S.V.D., (2015–2021)
- Peter Rumal Kharadi (od 2024)